# カバ・グループ
カバ・グループはスイスのKaba Holding AGを中心に、60か国以上で鍵などセキュリティ製品事業を展開する企業グループである。全世界で約7400名の従業員を抱える。Kaba Holding AGはスイス証券取引所に上場している。

## 歴史
カバの歴史は錠前職人のフランツ・バウアーが1862年にチューリッヒで始めた金庫工場に始まる。当時はスイスの銀行業が活況で、工場も受注を増やしたが、第一次世界大戦の勃発で事業は苦境に陥った。1915年、レオ・ボドマーが社長となり、社名をBauer AGに改名、1918年にはヴェツィコンに鍵製造工場を設けた。1934年、ヴェツィコンの技術者であったFritz Schoriが世界初の両面使用可能なシリンダー錠を発明した。この鍵は創立者バウアーの作った金庫の名、KAssaBAuerを縮めてカバ(Kaba)と名付けられた。その後は欧州内で事業を拡大し、1995年には製品名のカバを社名とし、チューリッヒ証券取引所に上場した。
欧州外では1981年、日本に日本カバを設立、2000年頃から日本でピッキング被害が続出するとセキュリティの強い輸入鍵が注目され、同社も業績を伸ばした。2001年にはカナダのUnican Security Systemsを買収、北米に進出するとともにSilca、Ilco、Kaba Masといった新ブランドをその系列に加えた。2006年にはさらに拡大傾向を強め、中国では華粤集団を買収、またアメリカではComputerized Security Systems (CSS)を買収しSaflok、La Gardといったブランドを手に入れた。オランダではH. Cillekens Zn. B.V.を傘下に入れ、インドでもMinda Groupとの共同出資でさまざまな事業を立ち上げた。
2008年には鍵を使わず触れるだけで扉の開閉を可能にする認証技術であるRCIDの開発により、Security Innovation Awardを受賞した。
2011年には自動ドア事業を日本のナブテスコに売却した。

## 事業領域
- 錠、鍵
- 鍵加工機
- 金庫、金庫室設備
- 入退出管理、セキュリティゲート